# 切爾尼希夫 (特諾皮爾州)
49°41′31″N 25°26′55″E / 49.69194°N 25.44861°E
切爾尼希夫（羅馬化：Chernykhiv）是烏克蘭的村落，位於該國西部捷爾諾波爾州，由捷尔诺波尔区負責管轄，始建於1453年，面積2.31平方公里，2001年人口702，人口密度每平方公里303.9人。